# Route nationale 17 (Algérie)
Pour les articles homonymes, voir Route nationale 17.
La Route nationale 17 (N17) est une route nationale algérienne, elle relie Mostaganem à Sfisef.